# Salesio Schiavi
Salesio Schiavi (Cortile (Carpi), 16 luglio 1889 – Cortile (Carpi), 23 maggio 1982) è stato un politico italiano.
Imprenditore agricolo e avvocato, fu deputato e sindaco di Carpi.

## Biografia

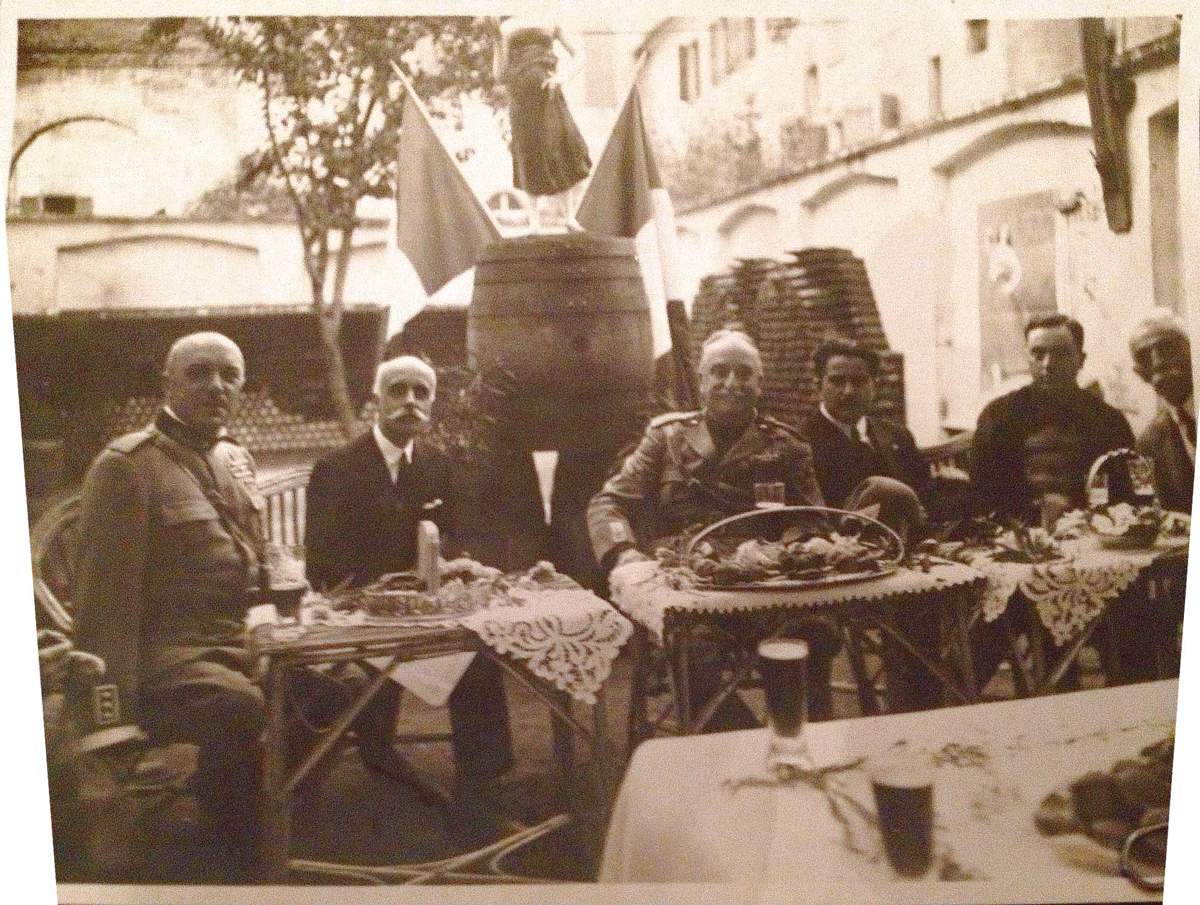
Festa dell'uva in onore del colonnello Salesio Schiavi (Cortile di Carpi, anni 1920)

Figlio di grandi proprietari terrieri, si laureò in giurisprudenza presso l'università di Modena. Attivo fin da giovane tra i liberali conservatori, nel 1915 fu tra i fondatori del consorzio interprovinciale della bonifica Parmigiana Moglia.
Nel 1921 si iscrisse al partito fascista, divenendo sindaco di Carpi dal 1922 al 1925 e poi podestà dal 1934 al 1939.
Il 27 febbraio 1927 fu nominato presidente provinciale della Federazione Provinciale Sindacati Fascisti Agricoltori di Modena.
Dal 1929 al 1934 venne eletto deputato durante la XXVIII legislatura del Regno d'Italia.
In seguito fu presidente della Banca Popolare di Modena fino al 1944 e di nuovo presidente dell'Associazione provinciale agricoltori dal 1961 al 1967,  divenendone infine presidente onorario.